# Pseudepipona tasmaniensis
Pseudepipona tasmaniensis är en stekelart som först beskrevs av Henri Saussure.  Pseudepipona tasmaniensis ingår i släktet Pseudepipona och familjen Eumenidae. Inga underarter finns listade i Catalogue of Life.